# Clot de la Viuda

El Clot de la Viuda, respecte del terme d'Abella de la Conca

El Clot de la Viuda és una vall molt marcada -clot- del terme municipal d'Abella de la Conca, a la comarca del Pallars Jussà, dins del territori del poble de Bóixols.
Està situat al nord-nord-oest de Bóixols, i s'hi forma el barranc de Cal Mascarell, que més endavant s'uneix al riu de Collell, el qual aiguavessa en el riu de Pujals al sud del poble de Bóixols.
El Clot de la Viuda forma una vall central en la qual l'única masia propera és Cal Mateu, a l'extrem meridional. A la capçalera, Cal Mascarell queda al nord-est i Cal Gonella al nord-oest.

## Etimologia
Es tracta d'un topònim romànic modern, de caràcter descriptiu: es tracta d'un clot les terres del qual pertanyien a una vídua.